# David Allan
David Allan, född 13 februari 1744, död 6 augusti 1796 i Edinburgh, var en skotsk målare.
Allan studerade från 1764 under elva års tid i Rom och utvecklade där en nyklassicistisk stil med historiska motiv. Hans ambitioner inom denna genre dämpades senare genom en stor efterfrågan på hans porträtt, främst av skotska mecenater.